# Nike Markelius
Nike Maria Markelius, född 29 augusti 1962 i Stockholm, är en svensk musiker, kompositör, textförfattare och sångerska. Hon arbetar även som poet och frilans-skribent. Markelius debuterade som författare i februari 2016 med den musikaliska självbiografin Trumslag hjärtslag som gavs ut på bokförlaget Modernista. Karriären som musiker började redan 1978 som trummis i punkbandet Usch. I början av 1980-talet spelade hon trummor och sjöng i det uppmärksammade new wave-bandet Tant Strul. Hon är dotterdotter till arkitekten Sven Markelius.

## Biografi

### Bakgrund och Tant Strul
Nike Markelius var som 16-åring trummis, låtskrivare och sångerska i punkbandet Usch. Senare spelade hon trummor och sjöng i det uppmärksammade new wave-bandet Tant Strul.

### Karriär
Efter Tant Struls splittring har hon bland annat ingått i duon Nike Gurra tillsammans med Gurra från Ebba Grön. Hon har också startat det artistägda skivbolaget Diva Records tillsammans med bland annat Malena Jönsson.
Markelius har arbetat som teatermusiker, bland annat på Dramaten, Radioteatern och Södra Teatern i Stockholm. Hon har även sysslat med barnteater i barnteatergruppen Tant Sol (grundad 2002) tillsammans med Malena Jönsson och Liten Falkeholm.
Dessutom har hon spelat trummor i bandet The Shining på klubben Lights Are Changing, samt även i bandet Aunt Fuzz tillsammans med Kajsa Grytt och Liten Falkeholm.

### Senare år och debatt
År 2012 bildade Nike Markelius bandet Nike & Röda Orkestern, som samma år släppte sitt debutalbum Det står skrivet. I bandet samarbetar Markelius med skönlitterära författare, poeter och dramatiker som fått i uppdrag att skriva politiska, existentiella samtidstexter, som Markelius tonsatt och sammanställt till färdigt studiomaterial och livfull liveakt. En ny skiva med nya samarbeten gavs ut i november 2014 och fick namnet Vi är alla. Några av de tonsatta författarna är Bruno K Öijer, Göran Greider, Susanna Alakoski, Jenny Wrangborg, Amanda Ooms, Mian Lodalen och Eva Fuchs.
Markelius publicerade januari 2013 ett uppmärksammat debattinlägg i Dagens Nyheter. Det handlade om arbetsmarknadspolitik och var ett personligt vittnesbörd om arbetsförmedlingens kompletterande aktörer och vägen mot Fas 3. Inlägget följdes av flera, och debattens vågor gick höga i DN och andra medier ända in i mars månad.

### Nya uppdrag
Sedan 2013 har Markelius skrivit krönikor för tidningen Syre sedan starten i mars 2015, samt haft en egen kultursida i tidningen i drygt fyra år.
Hon spelar även trummor i Kenny Håkanssons Powertrio samt med bandet Juka Soma & the Future of Chemistry.
I januari 2024 släppte Markelius diktsamlingen En bro av sorg på Ordfront Förlag. En försoningsbok tillägnad hennes mamma. Boken har berört och gett tröst till många och Markelius har gett många läsningar och författarbesök. 

## Diskografi
("singel" och album)
USCH
- 1978-1981 – "LTO", "Hat", "Döda Djur"
- 1981 – Concert of the Moment (konsert-LP)

Tant Strul
- 1983 – Amason
- 1984 – Jag önskar dig
- 1985 – Samlade singlar

Nike Gurra
- 1987 – Hula hula

Nike & Själarna
- 1993 – 12 spår från Diva

Nike solo
- 1995 – Ansikte
- 2019 – Glitter till glöd
- 2021 – Wonder of Summer

Tant Sol
- 2004 – Karameller & karuseller
- 2005 – I Krumelurlandet

Nike & Röda Orkestern
- 2012 – Det står skrivet
- 2014 – Vi är alla

## Utmärkelser
- 2013 - Svensk Socialpolitisk Förenings Hederspris 2013
- 2013 - Hoceaniens Kulturministeriums Kulturstipendium 2013
- 2013 - Det Gyllene Benet, Stig Vigs Minnesfond 2013
- 2020 - invald i Swedish Music Hall of Fame som trumslagare i Tant Strul

## Källhänvisningar
1. 1 2 3 4  "Nike Markelius". Arkiverad 7 februari 2015 hämtat från the Wayback Machine. Skap.se. Läst 7 februari 2015.
2. ↑  Markelius, Nike (2013-01-20): ”Tonen i brevet är hotfull. Nu är jag kallad.” DN.se. Läst 7 februari 2015.
3. ↑  Altgård, Clemens (2013-02-12): "De arbetslösa kulturarbetarna". Arkiverad 7 februari 2015 hämtat från the Wayback Machine. Skanskan.se. Läst 7 februari 2015.
4. ↑  Eriksson, Lars (2014-03-10): "”Var finns företagarna i Markelius tankevärld?”". DN.se. Läst 7 februari 2015.